# Сергеев, Георгий Николаевич
Георгий Николаевич Сергеев — советский государственный и хозяйственный деятель.

## Биография
Родился в 1916 году в Петрограде. Член КПСС.
В 1941 году окончил Ленинградский политехнический институт. Инженер-металлург.
С 1941 года — на хозяйственной работе. 
В 1941–1957 гг. – на Златоустовском металлургическом заводе (Челябинская область): помощник мастера, мастер, старший инженер ОТК, старший контрольный инженер электросталеплавильного цеха, заместитель начальника ОТК, заместитель начальника, начальник производственного отдела, начальник Центральной заводской лаборатории (с 1950 г.). 
В 1957–1965 гг. – в Челябинском совнархозе: начальник производственного отдела Управления металлургической промышленности, заместитель главного инженера, главный инженер, начальник Управления черной металлургии. 
В 1965–1971 гг. – начальник главка "Главспецсталь" Минчермета СССР. Одновременно в 1967–1971 гг. – член редколлегии журнала «Сталь». 
С 1971 г. – заместитель министра черной металлургии СССР, руководитель отрасли по внешним, научно-техническим и экономическим вопросам. 
Лауреат Государственной премии СССР (1977).
Умер в Москве в 2004 году.